# Philippe du Bec
Pour les articles homonymes, voir Crespin et Bec (homonymie).
Pour les autres membres de la famille, voir Famille Crespin du Bec.
Philippe Crespin du Bec, né en 1519 et mort le 10 janvier 1605, est un homme d'église français des XVIe et XVIIe siècles. Il est successivement évêque de Vannes (1559-1566), évêque de Nantes (1566-1594) et archevêque de Reims (1594-1605). Maître de la chapelle du roi et commandeur de l'ordre du Saint-Esprit.

## Biographie

### Origines et famille
Philippe du Bec est le second fils de Charles du Bec, seigneur de Bourri et de Vardes, vice-amiral de France, et de sa femme Magdeleine ou Marguerite de Beauvillier.

### Carrière ecclésiastique
Doyen de la cathédrale Saint-Maurice d'Angers, il devient évêque de Vannes en 1559, à la suite de la résignation de Sébastien de L'Aubespine. Il participe en cette qualité au Concile de Trente. En 1566, il devient évêque de Nantes.
Il s'attache au roi Henri IV. Il est présent à son sacre le 27 février 1594, dans la cathédrale de Chartres, et en prélat, il lui rappelle les obligations d'un monarque catholique, alors « Fils aîné de l’Église ». Reconnaissant, Henri IV le nomme en 1594 archevêque de Reims et le fait l'année suivante commandeur de ses ordres. Philippe du Bec meurt le 10 janvier 1605 à l'âge de 86 ans.

## Armoiries
Écartelé : aux 1 et 4, fuselé d'argent et de gueules (Crespin du Bec) ; aux 2 et 3, fascé d'argent et de sinople, les fasces d'argent ch. de six merlettes de gueules, 3, 2 et 1 (de Beauvilliers). Sur le tout écartelé: a. de gueules à la bande d'or (Chalon) ; b. de gueules à la croix d'argent ; c. de Bourgogne ancien ; d. d'argent à deux fasces de gueules. Sur le tout du tout d'azur à six annelets d'argent (Husson ),.

### Sources
- Michel Popoff et préface d'Hervé Pinoteau, Armorial de l'Ordre du Saint-Esprit : d'après l'œuvre du père Anselme et ses continuateurs, Paris, Le Léopard d'or, 1996, 204 p. (ISBN 2-86377-140-X).
- Jean-Baptiste Rietstap, Armorial général, t. 1 et 2, Gouda, G.B. van Goor zonen, 1884-1887 « et ses Compléments », sur www.euraldic.com (consulté le 23 décembre 2011).